# San Rafael del Sur
San Rafael del Sur é um município da Nicarágua, situado no departamento de Manágua. Tem 357 km² de área e sua população em 2020 foi estimada em 49.552 habitantes.